# Thorectes nepalensis
Thorectes nepalensis là một loài bọ cánh cứng trong họ Geotrupidae. Loài này được miêu tả khoa học năm 1974 bởi Baraud.